# Lyngsalperne
Lyngsalperne er et fjeldområde i kommunerne Balsfjord, Lyngen, Storfjord og Tromsø, alle i Troms og Finnmark fylke. Området er beskyttet som Lyngsalpan landskapsvernområde, som udgør størstedelen af Lyngenhalvøen. I den sydlige del ligger Jiehkkevárri (1.833m over havet), som også er det højeste fjeld i Troms.
- Lyngsalperne

69°30′43″N 19°53′33″Ø / 69.5119°N 19.8926°Ø